# Micro Instrumentation and Telemetry Systems
Micro Instrumentation and Telemetry Systems (MITS) fue una compañía estadounidense de electrónica, fundada en la ciudad de Albuquerque, Estados Unidos por Ed Roberts y Forrest Mims durante el mes de diciembre de 1969, principalmente para la producción de módulos en miniatura de telemetría para los cohetes modelo, como el sensor de velocidad.Posteriormente, en 1971, Roberts dirigió la compañía hacia el mercado de las calculadoras electrónicas, y la calculadora de escritorio MITS 816 fue presentada en la portada de Popular Electronics en noviembre de 1971.Las calculadoras resultaron muy exitosas y las ventas alcanzaron el millón de dólares en 1973. Una guerra de precios dejó a la compañía en deuda para 1974.   
En 1975, Roberts incursionó en el mercado de computadoras personales,lo que le permitió desarrollar la primera computadora personal comercialmente exitosa, la Altair 8800. Esta fue presentada en la portada de enero de 1975 de Popular Electronics, y los hobbistas inundaron MITS con órdenes de compra por el kit de USD $397. Paul Allen y Bill Gates vieron la revista y comenzaron a escribir software para la computadora Altair. Posteriormente, se mudaron a Albuquerque con el objetivo de trabajar para MITS. En julio de 1975 iniciaron Microsoft - originalmente denominado «Micro-Soft», según Paul Allen en su artículo de Fortune de 1995. 
Las ventas anuales de MITS alcanzaron los 6 millones de dólares para 1977 cuando anunciaron la adquisición de la empresa Pertec Computer. Las operaciones pronto se fusionaron en la compañía más grande y MITS posteriormente desapareció. Roberts se retiró a Georgia donde estudió medicina y se convirtió en un doctor de pueblo.

## Origen

### Fundadores
Henry Edward Roberts estudió ingeniería eléctrica en la Universidad de Miami antes de enlistarse en la fuerza aérea de EE.UU en 1962. Pronto se convirtió en un instructor de electrónica en la escuela de mantenimiento de equipamiento criptográfico en la base lackland en San Antonio, Texas.
Para aumentar su escaso salario de enlistamiento, Roberts trabajó en varios proyectos fuera de servicio y armo la compañía de un hombre, Reliance Engineering. Su trabajo más notable fue crear la electrónica que animó los caracteres navideños del display de la tienda Joske's en San Antonio. En 1965 fue elegido por el programa de la fuerza aérea para completar su título universitario y convertirse en funcionario encargado. Roberts obtuvo un título en Ingeniería electrónica de la Universidad del estado de Oklahoma en 1968 y fue asignado al laboratorio de armas la base Kirtland en Albuquerque, Nuevo México.
Forrest Mims se interesó por la ciencia y la electrónica de joven, e incluso construyó un análogo de computador mientras estaba en la escuela secundaria. Mims se graduó de la Universidad Texas A&M en 1966, y luego se convirtió en funcionario encargado en la fuerza aérea. Mientras sirvió en Vietnam como oficial de inteligencia, Mims continuó su pasatiempo de modelos a escala de cohetes. En Texas A&M, Mims desarrolló un dispositivo infrarrojo de detección de obstáculos y experimento con él en una escuela de Saigón de niños ciegos. Lanzar cohetes en un área acostumbrada a los ataques de cohetes y trabajar con niños ciegos resultó en una historia en el periódico de la milicia, Stars and Stripes. Esto ganó la atención del un coronel de la fuerza aérea, quien arregló para que Mims fuera reasignado al laboratorio de armas en Kirtland AFB incluso aunque Mims carecía de un título en ingeniería.
Roberts y Mims fueron reasignados al laboratorio de Láser en 1968. Roberts reactivó Reliance Engineering y construyó una alarma infrarroja para intrusos para la granja de peces de su tío en Florida. Más tarde, Roberts y Stan Cagle, un trabajador civil quien también fue al estado de Oklahoma, empezaron a construir un generador de energía con la esperanza de venderlo. Mims se convirtió en asesor del club Albuquerque Model Rocket y encontró al editor de la revista  Model Rocketry en julio de 1969. Mims le contó acerca de las luces rastreadoras de transistores que había usado en lanzamientos de cohetes nocturnos en Vietnam. Esto llevó a un artículo en septiembre de 1969 de Model Rocketry; "Transistorized Tracking Light for Night Launched Model Rockets" por el Capitán Forrest Mims. Mims se convirtió en un contribuyente regular de Model Rocketry.

## Kits de modelos de cohetes

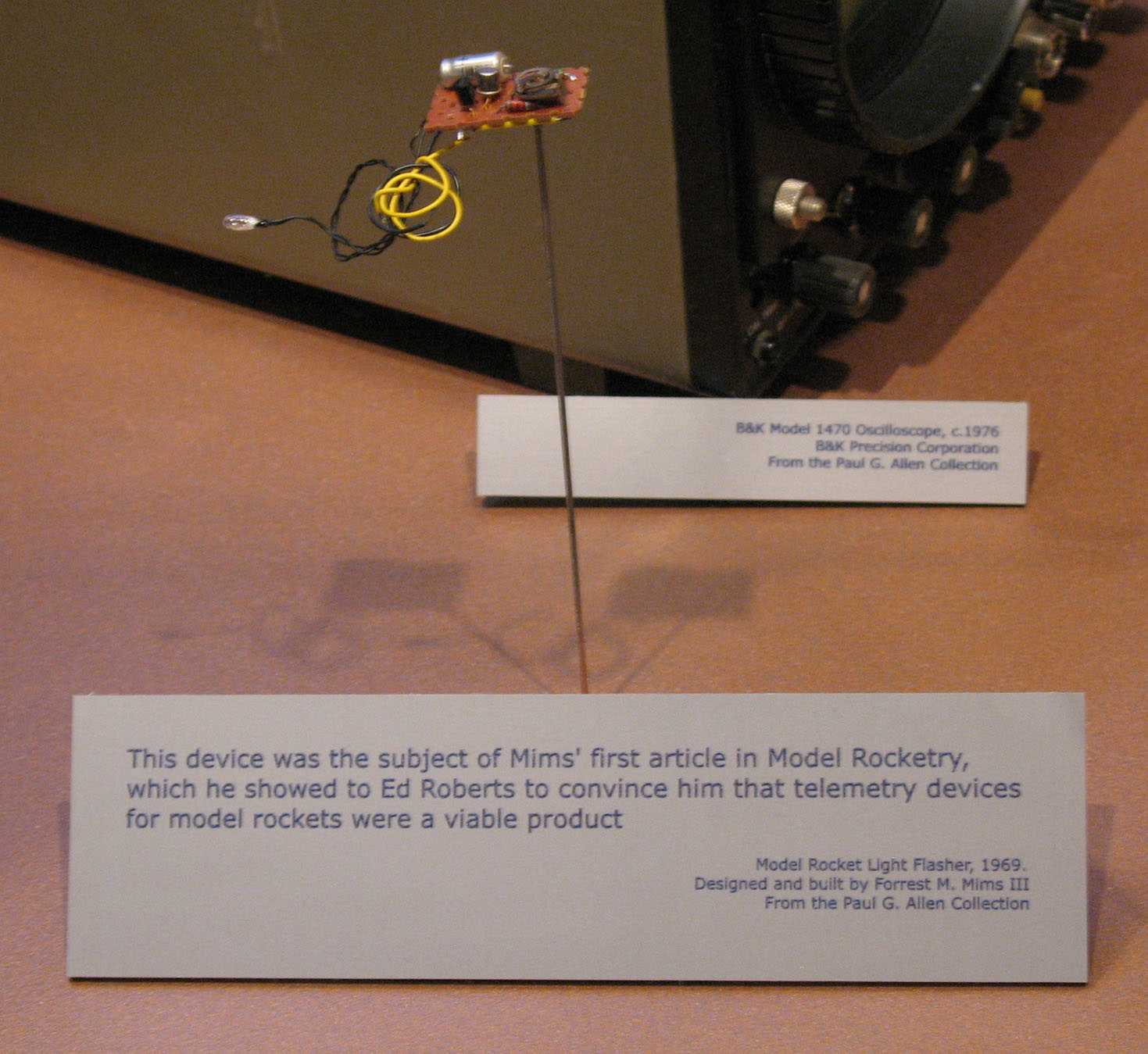
Luz rastreadora de transistores para modelos de cohetes.

El producto que propulsó a MITS los vuelos tripulados por el hombre en el espacio y la carrera hacia la luna en los 60 habían hecho del modelaje de cohetes un pasatiempo muy popular. Roberts, Mims, Cagle y otro oficial de la fuerza aérea del laboratorio, Bob Zaller, decidieron que podían diseñar y vender modelos electrónicos de cohetes para hobbistas. Roberts quería llamar a la nueva compañía Reliance Engineering, Mims quería formar un acrónimo similar al Massachusetts Institute of Technology's MIT. Cagle intervino con Micro Instrumentation and Telemetry Systems, MITS. La edición de diciembre de 1969 de Model Rocketry (circulación 15 000) llevó un comunicado de prensa que decía: 
Reliance Engineering en Albuquerque, Nuevo México anunció la formación de una subsidiaria para la manufactura de electrónica en miniatura y sistemas de telemetría diseñados para modelos de cohetes. La compañía se llama Micro Instrumentation and Telemetry Systems (MITS). El presidente de Reliance Engineering Henry Roberts anunció que «MITS se encuentra en el presente conduciendo un intensivo programa de investigación involucrando sistemas de telemetría en miniatura de alta calidad».
El primer modelo comercialmente disponible de transmisión telemétrica de modelos de cohetes está entre los primeros ítems ofrecidos por MITS. Módulos accesorios incluyen un faro, sensor de temperatura, y sensor de velocidad, además de luces rastreadoras, sistemas de tierra para reducción de datos, y bajo peso, baterías activadas por agua estarán pronto disponibles.
Ellos diseñaron y construyeron los módulos de telemetría en sus casas y garajes pero solo fueron capaces de vender unos cientos de unidades. Mims había vendido un artículo acerca del nuevo dispositivo de estado sólido, diodo emisor de luz a Popular Electronics (circulación 400 000) ese mayo. Con la esperanza de vender kits a un lectorado mayor; Roberts y Mims diseñaron un dispositivo que trasmitiría voz sobre un haz de luz, el Opticom. Los editores aceptaron la historia del proyecto y ambos artículos fueron presentados en la portada del número de noviembre de 1970. El pago por los artículos $400, pero encontrar a Les Solomon, el editor técnico de Popular Electronics, fue significante en el futuro éxito de Mims y Roberts.
En agosto de 1970, Les Solomon, su esposa e hija fueron de vacaciones al sudoeste y arreglaron para encontrar a Mims, Roberts y sus familias. En ese tiempo, Dan Meyer y Don Lancaster se encontraban entre los más prolíficos autores de Popular Electronics. Meyer había construido un negocio de millón de dólares que vendía kits de partes para construir el proyecto acerca del cual él y Lancaster escribieron. Mims y Roberts querían hacer lo mismo e interrogaron a Solomon acerca del negocio. Solomon les dio algunas estadísticas pero dijo que no había forma de saber cuantos kits un artículo iba a vender, quizás cientos, quizás miles.
MITS había comprado componentes para construir 200 Opticoms pero solo algunos fueron vendidos, cerca de 100 unidades. Roberts quería diseñar una nueva calculadora electrónica pero sus socios querían irse. Bob Zaller ya había dejado MITS y Forrest Mims dejó la fuerza aérea y quería convertirse en un escritor de tiempo completo. Roberts compró la parte de sus socios por $600 en efectivo y $350 en equipamiento.

## Calculadoras

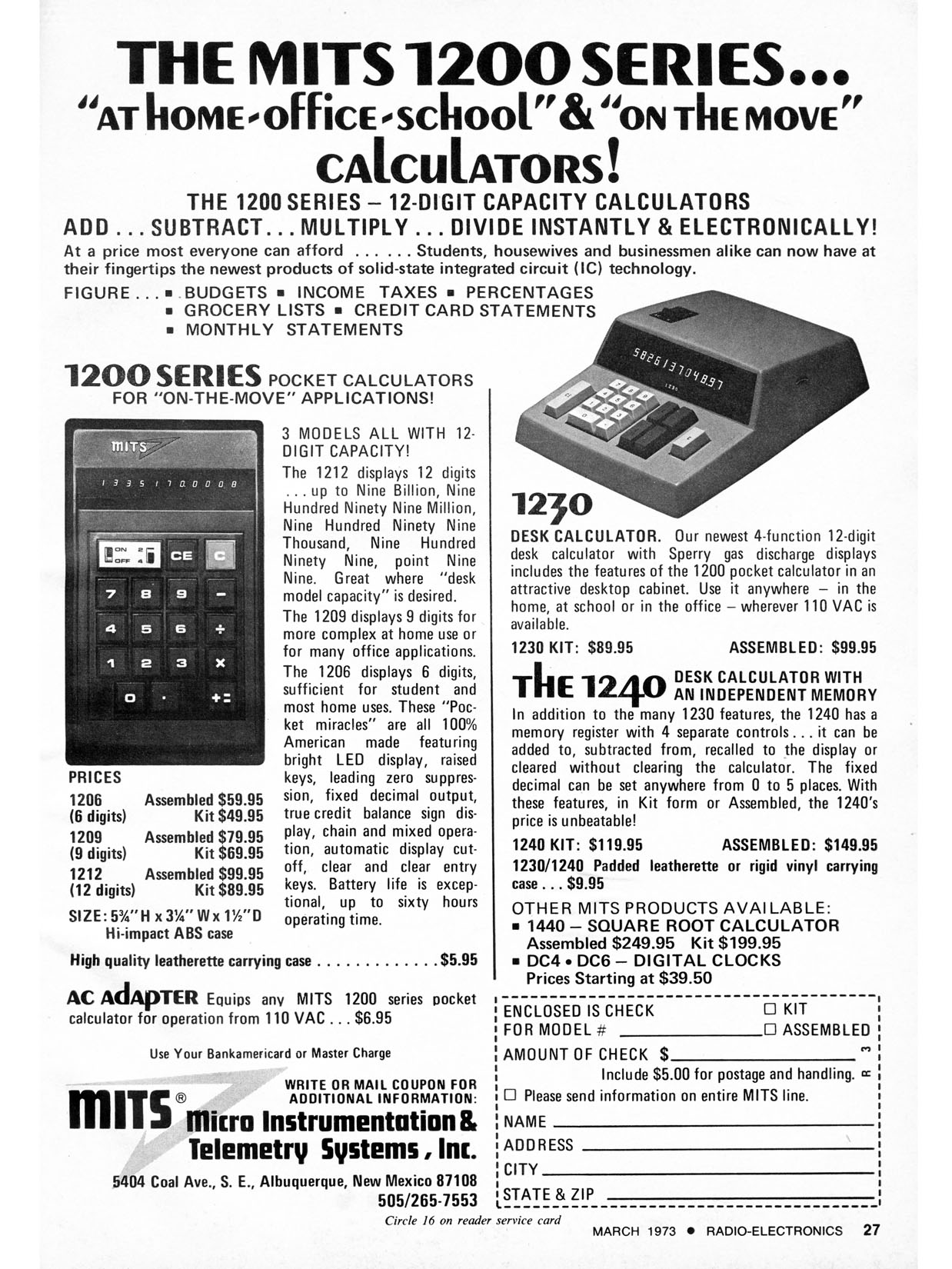
Las ventas alcanzaron los $100 000 por mes cuando este aviso salió en marzo de 1973.

El interés de Ed Roberts en computadoras comenzó en la secundaria cuando construyó una computadora simple digital con relays. Su primera experiencia real con computadoras vino mientras estaba en la universidad del estado de Oklahoma donde estudiantes de ingeniería tenían libre acceso a una computadora IBM 1620. La oficina de Roberts en el laboratorio de armas tenía una calculadora Hewlett-Packard 9100A programable en 1968. En julio de 1970, una compañía de semiconductores, Electronic Arrays, anunció un set de seis LSI ICs que conformarían una calculadora de cuatro funciones. Roberts estaba determinado a diseñar un kit de calculadora.
Para financiar un nuevo proyecto, Roberts vendió el 15% de MITS a un compañero de la fuerza aérea, el teniente William Yates. Además obtuvo un préstamo de otro oficial del laboratorio de armas, el Mayor Ed Laughlin. Varios otros oficiales y científicos en el laboratorio se interesaron por esta calculadora y ayudaron en el diseño. Forrest Mims escribió el manual de ensamblaje a cambio de un kit.
La MITS 816 fue conocida como una calculadora de cuatro funciones; podía sumar, restar multiplicar y dividir. El display era de solo ocho dígitos pero los cálculos eran hechos con una precisión de 16 dígitos. El estuche tradicional moldeado le daban una apariencia profesional; el kit costaba $179 y una unidad ensamblada $275. La MITS 816 fue presentada en la portada de noviembre de 1971 de Popular Electronics. Miles de órdenes llegaron en cada mes, en contraste a los pobres resultados de los kits previos.
El constante flujo de ventas de calculadoras permitió a MITS circular avisos de página completa en Radio-Electronics, Popular Electronics and Scientific American. En junio de 1972 en Radio-Electronics, MITS anunció una calculadora de 14 dígitos (Modelo 1440) con funciones de memoria y raíz cuadrada por $199.95 el kit y $249.95 armada. El original kit 816 fue reducido en su valor a 149.95. Ambas calculadoras podían ser controladas por la próxima unidad programadora. Las ventas mensuales alcanzaron los $100 000 en marzo de 1973 y MITS se movió a un edificio más grande. Para satisfacer la demanda de calculadoras armadas, se instaló una soldadora automática. En 1973 MITS estaba vendiendo cada calculadora que hacía. 110 empleados trabajaban en dos tandas ensamblando calculadoras.
La funcionalidad los circuitos integrados de las calculadoras se incrementó a un ritmo rápido y Roberts fue diseñando y produciendo nuevos modelos. La calculadora científica e ingenieril MITS 7400 fue introducida en diciembre de 1972. Presentó funciones trigonométricas, conversión polar-rectangular, dos memorias, y hasta  Pila de siete niveles. Un kit con una pila de tres niveles costaba $299.95 y armada con siete niveles $419.95. El mes siguiente la serie 1200 de cuatro funciones de bolsillo fue anunciada. El modelo de seis dígitos costaba $59.95 y el de doce $99.95.
El accesorio programador fue mencionado desde los primeros anuncios pero no fue presentado sino hasta marzo de 1974. Este fue del mismo tamaño que una calculadora de escritorio y pudo mantener 256 pasos de programación (podía ser expandida hasta 512 pasos). Fue limitado a emular pulsaciones de teclas y simples bifurcamiento de secuencias. La programación fue hecha ingresando códigos en hexadecimal. La combinación the la MITS 7440 y el programador no fue tan sofisticado como la serie  HP 9830 pero $400 por ambos era una fracción del precio de la HP.

### Guerra de precios
La corporación Bowmar Instrument introdujo el «Bowmar Brain», una calculadora de bolsillo de cuatro funciones, en septiembre de 1971 y la calculadora de $179 vendió más de 500 000 copias en el primer año. Bowmar luego desarrollo la calculadora «901B» que tuvo un precio de $120. En septiembre de 1972, Texas Instruments (TI) introdujo la calculadora portable TI-2500 de cuatro funciones que también se vendió por $120. La 901B y la TI-2500 usaban el chip de la familia TI TMS0100. TI estaba ahora compitiendo directamente con sus clientes de circuitos integrados. Otras compañías de semiconductores como National Semiconductor and Rockwell empezaron a vender calculadoras.  Commodore Business Machines y otras compañías de equipamiento de oficina también ingresaron en el mercado. Una frenética guerra de precios fue iniciada. Para 1974, Ed Roberts encontró que podía comprar una calculadora en una tienda de al por menor por menos de su costo en materiales. Las grandes compañías podían vender por debajo del costo para ganar cuota de mercado. Bowmar perdió $20 millones en 1974 y se fue a la bancarrota. Commodore adquirió su proveedor de circuitos integrados, MOS Technology. Texas Instruments ganó la guerra de precios pero su división de calculadoras perdió $16 millones en 1975.
Para competir en este mercado, Roberts necesitó más capital. Hizo pública a MITS en noviembre de 1973 con una oferta de 500 000 acciones a $1 cada una. La crisis de 1973 causó una recesión del mercado de valores y MITS fue capaz de vender solo 250 000 acciones. Esto permitió a MITS saldar la deuda existente, pero le permitió expandirse. Roberts había desarrollado varios productos de testeo de equipos como un generador de forma de onda y un voltímetro digital por lo que intentó apelar a los armadores de kits de nuevo equipos de testeo y relojes digitales en las publicidades, en vez de calculadoras. MITS estaba perdiendo dinero, y para julio de 1974, los avisos de página entera fueron reemplazados por cuarto de página y en la parte trasera de la revista.
MITS estaba ahora en deuda por $300 000 y Roberts se encontraba en la búsqueda de un nuevo producto. Decidió volver al mercado de los kits con computadoras de bajo consumo. El cliente pensaría que «algún armado requerido» sería una característica deseable.
Roberts había mirado en la Intel 4004 por calculadoras y pensó que la Intel 8008 estaba limitada y era difícil trabajar con ella. Intel había lanzado la  8080, su primer microprocesador que podía ser una computadora de propósito general. El precio indicativo de este kit completo debía ser de debajo de $400. Para alcanzar este precio, Roberts convino en ordenar 1000 microprocesadores de Intel por $75 cada uno. Roberts y su ingeniero en jefe, Bill Yates, empezaron a diseñar la computadora. La compañía se redujo a 20 empleados y un préstamo bancario por $60 000 financió el diseño y la producción inicial de la nueva computadora.

## Popular ElectronicsyRadio-Electronics
En enero de 1972, Popular Electronics cambió su foco editorial en un intento de atraer más ingresos por publicidad. Se ofrecieron críticas de equipos estéreos y radio ciudadana; proyectos de experimentación y construcción se dejaron de lado. Dan Meyer, Don Lancaster, Forrest Mims, John Simonton y muchos otros autores inmediatamente empezaron a contribuir con la competencias, Radio-Electronics. La portada de junio de 1972 fue «Experimentando con un láser de estado sólido de $32» por Forrest Mims. Otro artículo en ese número fue «experimentos con  Op-Amps» por B.R. Rogen; este era un seudónimo del editor técnico de Popular Electronics, Les Solomon. Solomon escribió artículos para Radio-Electronics mientras trabajaba para Popular Electronics. Lou Garner, por mucho tiempo editor de estado sólido, se pasó a Radio-Electronics por un año. Varios kits de MITS fueron presentados en Radio-Electronics incluyendo el tester de circuitos integrados ITC 1800 (mayo de 1972), el generador de funciones 1700 (julio de 1973), El modelo 1440 de calculadora (julio de 1973) y el terminal 88 VLCT (noviembre de 1974).
Radio-Electronics tenía una circulación menor que Popular Electronics pero lideró el camino con proyectos innovadores de construcción entre 1972 y 1975. El primer sintetizador de música de John Simonton fue presentado en la portada de mayo de 1973. Se vendió por una fracción de los sintetizadores comerciales y su PAiA Electronics los produjo por décadas. El TV Typewriter de Don Lancaster en septiembre de 1973 y el Mark-8 de Titus en julio de 1974 fueron los catalizadores de la revolución de las computadoras hogareñas.
Art Salsberg se convirtió en editor de Popular Electronics en 1974 con un objetivo de reclamar el liderazgo en los proyectos. Quería publicar un ordenador que era más funcional y elegante que el Mark-8. Les Solomon sabía que MITS estaba trabajando en un ordenador basado en Intel 8080 y pensó que Roberts podía proveer el proyecto para la siempre popular edición de enero.
Ed Roberts y Bill Gates finalizaron el primer prototipo en octubre de 1974 y lo llevaron a Popular Electronics en Nueva York vía el Railway Express Agency. Sin embargo, nunca llegó debido a una huelga de la compañía transportadora. Solomon ya tenía unas cuantas imágenes de la máquina y el artículo se basó en ellas. Roberts se puso a trabajar en construir un reemplazo. La computadoras en la portada de la revista es solo una caja vacía con switches y LEDs en el panel frontal. La computadoras Altair finalizadas tenía un tablero completamente diferente que el prototipo mostrado en la revista.

## Computadora Altair

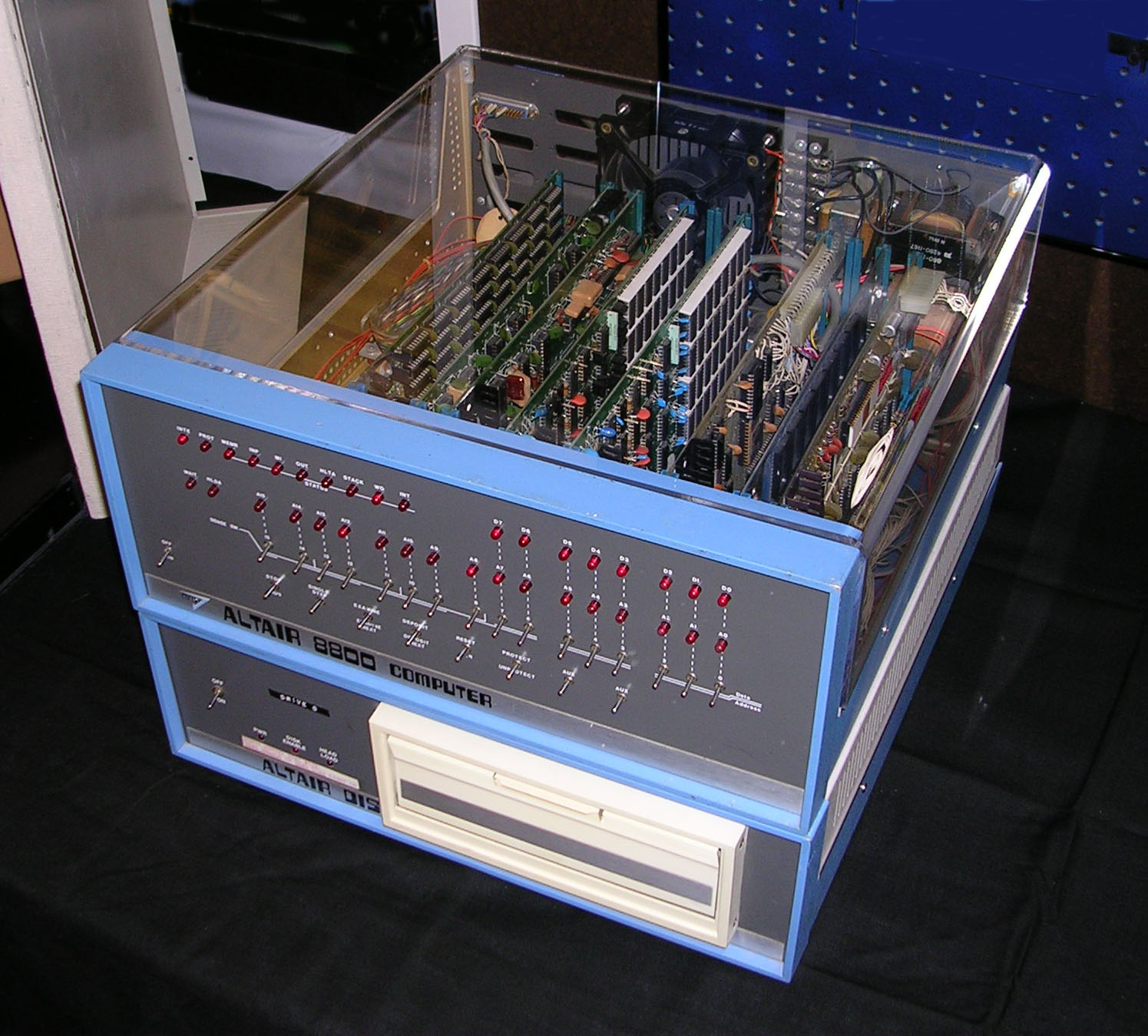
Altair 8800 con tablero de 8 circuitos instalado. El disco floppy Altair debajo tiene un disco Pertec de 8 pulgadas.

### Productos
La Altair 8800 fue modelada poco después que las minicomputadoras de la década de los setenta, como la Data General Nova. Estas máquinas contenían una placa CPU, placas de memoria y de E/S; el almacenamiento de datos y el display terminal eran dispositivos externos. El Teletipo Modelo 33 ASR era una terminal popular debido a que proveía salida impresa y almacenamiento de datos en cinta perforada de papel. Sistemas más avanzados tendrían un disco floppy de 8 pulgadas y terminal de video que desplegaría 24 líneas de 80 caracteres como el ADM-3A. (No disponía de gráficos y las letras minúsculas se vendían a $75 la opción). La mayoría de estas computadoras tenía un panel frontal con interruptores de palanca para entrada de datos y luces para mostrarlos. Estos eran en general usados para iniciar la computadora y diagnosticar problemas.
La Altair 8800 venía con un panel frontal, una placa CPU con el microprocesador Intel 8080, 256 bytes de RAM, un backplane de 8 ranuras y una fuente de 8 amperes por $439. Una placa de memoria de 1k byte estaba $176 y de 4k $264. La tarjeta serie estaba $124 y la paralela $119. Había un precio especial por un sistema de 8 kbytes con BASIC por $995. El modelo 33 ASR estaba $1500.
Cuando el número de enero de 1975 de Popular Electronics llegó a los lectores a mediados de diciembre de 1974, MITS estaba inundada de pedidos. Se tuvo que contratar a extras para contestar los teléfonos. En febrero, el MITS recibió 1000 pedidos para el Altair 8800. El plazo de entrega citado fue de 60 días pero pasaron muchos meses antes de que las máquinas fueron enviadas. En agosto de 1975, habían enviado más de 5000 ordenadores.
El equipo Altair 8800 fue un punto de equilibrio de MITS. Necesitaban vender más tarjetas de memoria, placas de E/S y otras opciones para hacer ganancias. La edición de abril de 1975 de la newsletter MITS, Notas computadora, tenía una lista de precios que ofrecía más de 15 tarjetas opcionales. El plazo de entrega que fue de 60 o 90 días, pero muchos artículos que nunca se produjeron y se cayeron de las listas de precios. En un principio, Roberts decidió concentrarse en la producción de los equipos. La entrega inmediata de tarjetas opcionales no se produjo hasta octubre de 1975.
El Intel 8080 no tenía circuitos dedicados para DRAM, ya que en 1975, este tipo de memoria seguía siendo una tecnología nueva. MITS quería utilizar DRAM, ya que consumen menos poder que la RAM estática. Sin embargo, había varios problemas de diseño de componentes que condujeron a una alta tasa de fracasos con su tablero de RAM dinámica de 4K. En julio, las nuevas empresas, tales como Processor Technology estaban vendiendo placas de RAM estática de 4k con la promesa de un funcionamiento fiable. MITS lanzó su propia placa de 4K RAM estática en enero de 1976.
Las unidades floppy que sólo estaban disponibles en 1975 fueron las IBM compatible de 8 pulgadas. MITS seleccionó el Pertec FD400 que puede almacenar más de 300 000 bytes de datos. El controlador de disco Altair ocupaba dos plaquetas y tenía más de 60 circuitos integrados. Las primeras unidades estarían disponibles en agosto, pero se retrasaron hasta finales de 1975. La versión de producción Extended Disk BASIC fue lanzado en abril de 1976 . El controlador con un disco se vendió por $1480 (kit) y $1980 (montado).

### Marketing
Los primeros anuncios de página completa para el Altair aparecieron en los números de febrero de Popular Electronics y Radio-Electronics. Pronto MITS se encontraba publicando en revistas técnicas como la IEEE Computer, y revistas de interés general tales como Scientific American. MITS fue el anunciante más importante en las nuevas revistas de aficionados comoCreative Computing y Byte.
David Bunnell se incorporó a MITS como redactor técnico en el apogeo de las calculadoras . En abril de 1975 creó un boletín para que el personal de MITS pudiera comunicarse fácilmente con los clientes. El boletín,Computer Notes, estaba disponible para los clientes y otros lectores interesados. Fue un boletín de gran formato, 11,25 por 15,5 pulgadas (286 por 394 mm), y el tema cada número tenía de 8 a 24 páginas. En enero de 1977, cambió a un formato de revista más pequeña y el último se produjo en enero de 1978. Bunnell comenzó Personal Computer, en octubre de 1976 y pasó a una exitosa carrera como un editor de revistas.
Computer Notes incluyó una amplia variedad de autores. Bill Gates y Paul Allen, fueron colaboradores habituales de las primeras ediciones. Escribieron sobre temas de Altair Basic y software en general. Ed Roberts escribió una columna mensual Letter from the President, en la que iba a responder al cliente preguntas e incluso revisar los productos competidores. Los ingenieros de MITS, tales como Tom Durston y Pollini Steve, le darían descripciones técnicas de los nuevos productos. Propietarios de Altair contribuirían con sugerencias de software y hardware y de vez en cuando con un artículo completo.
MITS comprado una casa rodante en abril de 1975 y lo equipó con un Altair completa con floppy disk, un teletipo ASR-33 y todos los accesorios producidos por MITS. El «MITS-MOBILE» era literalmente una sala de exposición en ruedas que viajaría de ciudad en ciudad, mostrando la línea de productos MITS. Llevarían a cabo seminarios en las salas de conferencias de un hotel atraerían multitud de más de 200 personas. El seminario más notable fue en el Rickey's Hyatt House en Palo Alto, California a principios de junio de 1975, cuando un miembro de la Homebrew Computer Club recibió una copia inédita de Altair BASIC. Después de que tiendas al por menor se establecieran en la mayoría de las ciudades, la «MITS-MOBILE» fue retirada.
La primera (y única) convención Mundial de Altair se celebró en Albuquerque, Nuevo México, en marzo de 1976. La convención, organizada por David Bunnell, fue un éxito rotundo, con 700 personas de 46 estados y siete países participantes. Muchos de los asistentes pasarían a convertirse en líderes de la revolución de computadoras personales. 

### Clones

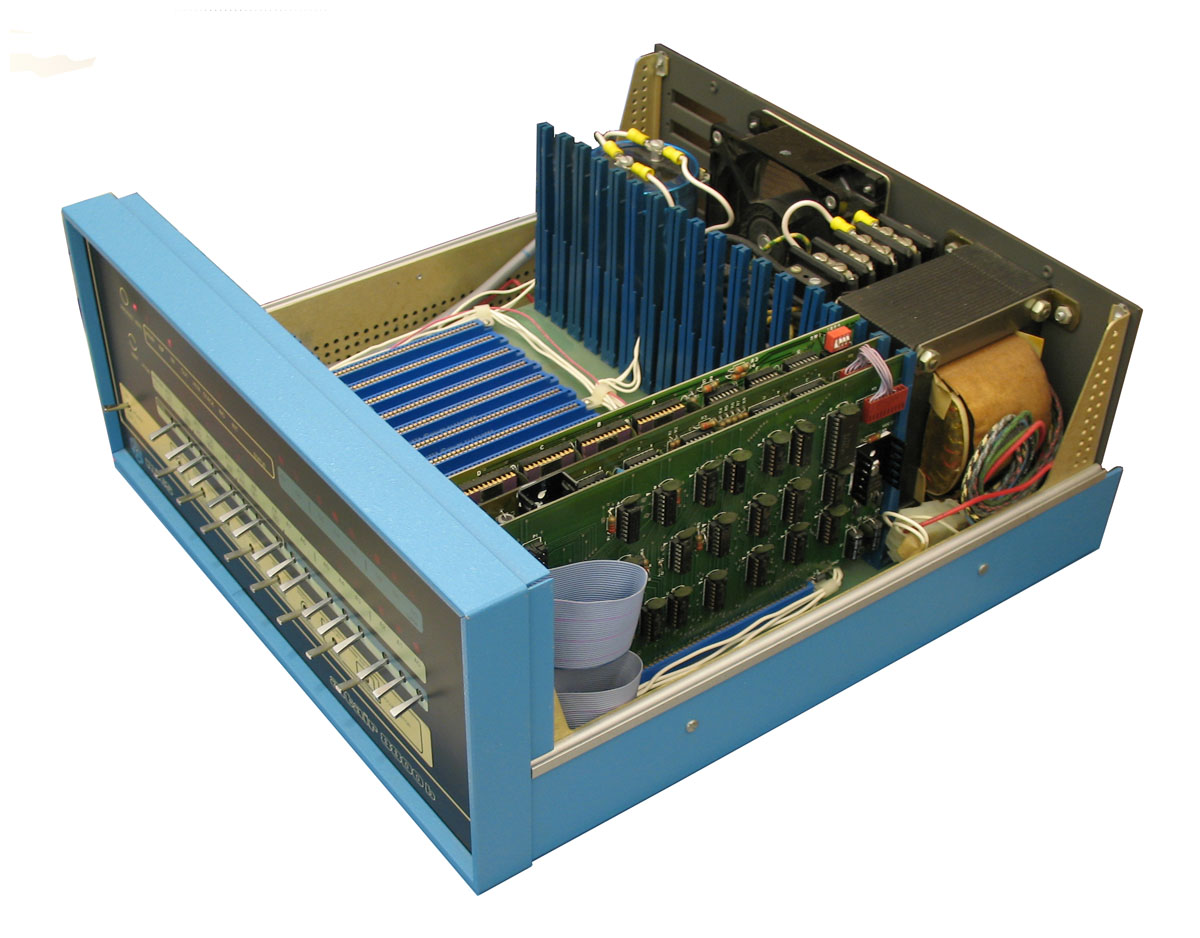
Muchas empresas hicieron las plaquetas que podían insertarse en el Altair / S-100 bus.

Los propietarios de los sistemas mainframe y miniordenadores podían comprar más memoria, tarjetas de interfaz y periféricos de terceros proveedores, de modo que era previsible que los dueños de la computadora Altair 8800 harían lo mismo. El retraso de MITS en la entrega de sistemas y accesorios aceleró la formación de los proveedores de Altair. Los primeros empezaron que aparecen a mediados de 1975 y para julio de 1976 los sistemas de computadoras completas fueron fácilmente disponibles. Los manuales técnicos de la Altair 8800 proporcionaba esquemas eléctricos del bus de 100 pines permitiendo a otros diseñar tarjetas compatibles. No había una buena norma técnica en el momento y algunas tarjetas «compatible» no funcionaban con otras «compatibles» juntas. Más tarde, la industria desarrolló el estándar Bus S-100.
Bill Godbout Electronics en Oakland, CA fue el proveedor de repuestos para muchos de los aficionados y estudiantes de la Berkeley. George Morrow se acercó a Godbout con varios diseños compatible con Altair que Godbout acordó para producir y vender. La placa Altair de 4k estaba 131,07 dólares.
Godbout también vendió los componentes de tecnología de procesador para su Memoria RAM estática de 4kb y la tarjeta de interfaz serie/paralelo. Lee Felsenstein diseñó una tarjeta de vídeo compatible con Altair que proveía 16 líneas de 64 caracteres en mayúsculas y minúsculas en un blanco y negro. Esta tarjeta de $160 se hizo muy popular y condujo a la Tecnología del procesador Sol-20 en 1976.
El IMSAI 8080, el primer «clon» de la computadora Altair, se lanzó en diciembre de 1975. Corrigió muchos de los fallos de la original Altair 8800, proporcionando una fuente de alimentación más grande, una placa base de 22 ranuras, y un cableado más sencillo del panel frontal. Ed Roberts revisó la IMSAI en su columna de abril de 1976 en Computer Notes, y convino en que la IMSAI fue de alguna manera mejor que el original Altair. Roberts también señaló que el nuevo 8800B Altair fue superior a la IMSAI 8080 y el Altair 8800A actualizado corrigió los mismos problemas que el IMSAI.
Las computadoras Altair sólo estaban disponibles a partir de los 20 distribuidores de computadoras Altair autorizados, pero la IMSAI 8080, la tecnología de procesador Sol y muchos otros clones se vendieron por cientos de tiendas de informática recién inauguradas.
El bus S-100 fue utilizado a lo largo de la década de 1980 hasta que fue superado por el IBM PC  ISA bus. Seattle Computer Products (SCP) fue un fabricante de tarjetas de memoria S-100. El ingeniero de la empresa, Tim Paterson, diseñó un  CPU Intel 8086 del sistema en dos S-100 juntas en 1979. Microsoft, por ese entonces en Bellevue, Washington, utilizan el prototipo para probar su versión 8086 de BASIC. Digital Research se comprometió a entregar una versión 8086 de su sistema operativo CP/M en diciembre de 1979, pero faltó a la fecha. SCP necesitaba un sistema operativo de disco para vender sus productos para 8086 por lo que Patterson escribió  QDOS, una «rápido y sucio Sistema operativo» en tres meses. Microsoft más tarde compraría QDOS de SCP por 50 000 dólares y lo utilizan como base para IBM PC-DOS.

### Altair Basic

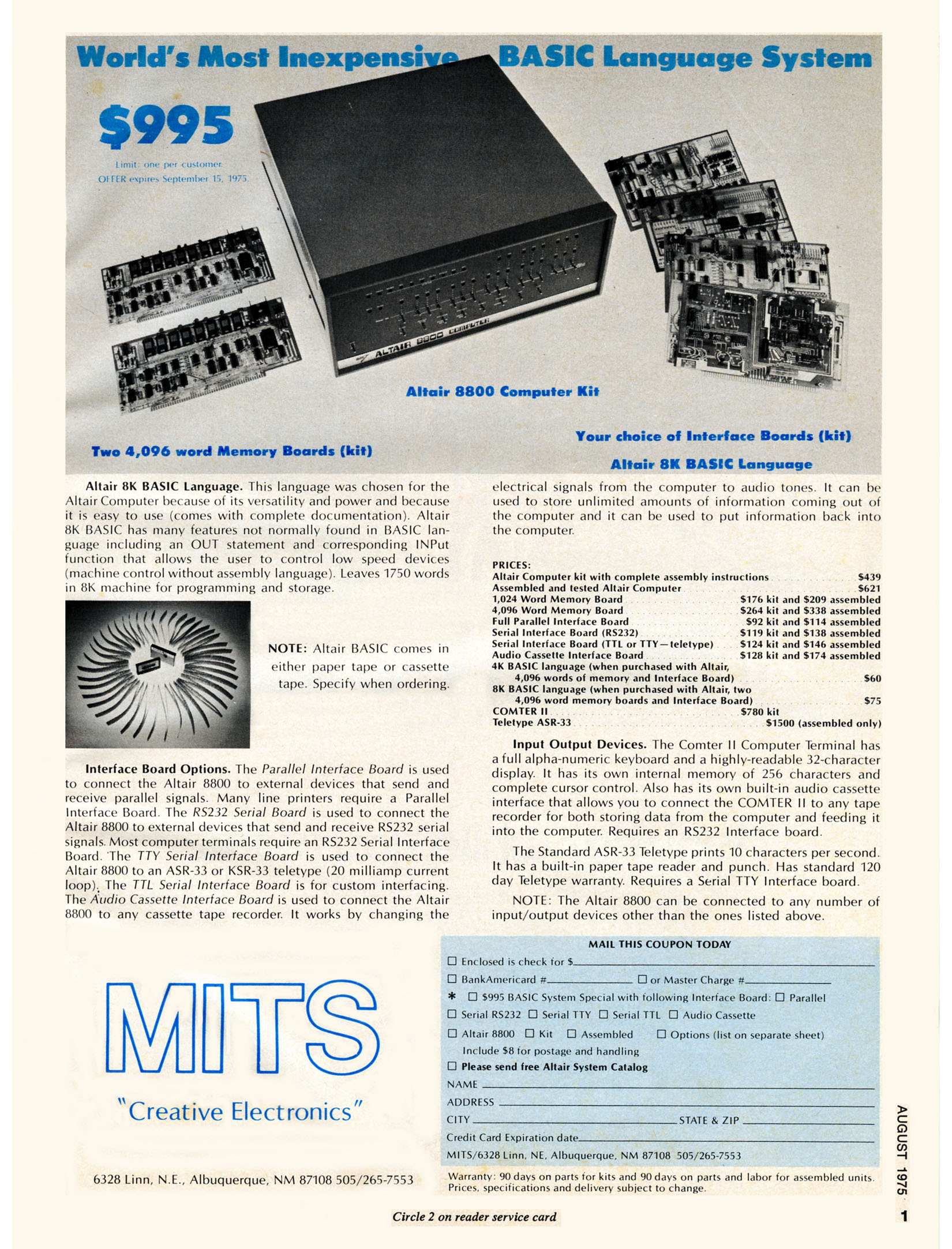
Un kit de Altair 8800 con 8 KB de memoria y Altair BASIC costo sólo $995 en agosto de 1975.

En diciembre de 1974 Bill Gates era un estudiante en la Universidad de Harvard y Paul Allen trabajó para Honeywell, en Boston. Ellos vieron la computadora Altair 8800 en enero de 1975 de Popular Electronics, y sabía que era lo suficientemente poderosa para soportar un intérprete BASIC. Ellos querían ser los primeros en ofrecer BASIC para Altair y las herramientas de desarrollo de software que habían creado previamente para su microprocesador Intel 8008 basado en la computadora Traf-O-Data les daría una ventaja. mientras que su amigo, Paul Gilbert, estaba construyendo una computadora, Allen escribió un programa que funcionó su computadora DEC PDP-10 de tiempo compartido que simulaba el sistema 8008. También modificó el  macro ensamblador de DEC para producir el código máquina para el microprocesador 8008. El software Traf-O-Data se puede escribir y depurar antes de que el hardware se completa.
Harvard tenía un  DEC PDP-10 disponible para los estudiantes. Ellos lo utilizan para desarrollar BASIC. Mientras que Allen modificaba su software de desarrollo para el nuevo microprocesador 8080, Gates empezó a escribir lenguaje ensamblador 8080 a mano en cuadernos amarillos. Consiguieron otro estudiante de Harvard, Monte Davidoff, para escribir las rutinas matemáticas.
Para principios de febrero el programa de codificación pasado de cuadernos a la PDP-10 y una versión preliminar se completó en marzo de 1975. Gates y Allen habían estado en contacto con Roberts y MITS y Paul Allen viajarían a Albuquerque en marzo. MITS necesitaba más tiempo para conseguir un ordenador de 7k de memoria funcionando, y que necesitaban más tiempo para obtener el software terminado. Cuando Allen llegó a MITS se tomó un día para obtener software funcionando; Allen recuerda está siendo causado por problemas de la memoria del ordenador mientras que Roberts recuerda que el retraso se debió a problemas de software.
El número 4 de 1975 del Boletín de Altair, Computer Notes, tenía un titular «Altair BASIC - en marcha». El software estaba por ser distribuido el 23 de junio de 1975. El precio del software fue de $500, pero con descuento a $75 con la compra de una computadora Altair con 8kbytes de memoria y una tarjeta de E/S serie.
El 22 de julio de 1975 MITS firmó un contrato para el Altair BASIC con Bill Gates y Paul Allen. Ellos recibieron $3000 en la firma y de derechos de autor para cada copia vendida de BASIC, $30 para la versión 4K, $35 para la versión de 8K y $60 para la versión ampliada. El contrato tenía un tope de $180 000. MITS recibió una licencia mundial exclusiva para el programa durante 10 años. Ellos también tenían derechos exclusivos para el programa de sublicencia con otras empresas y acordaron utilizar sus «mejores esfuerzos» para licenciar, promocionar y comercializar el programa. MITS proporcionaría el tiempo de computadora necesario para el desarrollo. Paul Allen dejó su trabajo en Honeywell y se convirtió en el vicepresidente y director de Software en MITS con un sueldo de $30 000 por año. Bill Gates todavía era estudiante en Harvard, y sólo un contratista con MITS. El boletín 10 de 1975 de la empresa le da su título de «Especialista de Software».
El precio de Altair BASIC a los clientes que compraran más memoria y placas E/S de MITS fue de $75. Los clientes compraron el equipo de MITS, y la memoria de trabajo de empresas como Processor Technology. En vez de pagar $500 por BASIC, adquirirían copias piratas del software. Sólo el diez por ciento de los primeros clientes en realidad compraron BASIC. Con una regalía de 30 dólares por copia, Gates considera que el aficionado a los ordenadores estaba robando su dinero. En febrero de 1976 Bill Gates, «General Partner, Micro-Soft», escribió una «Carta abierta a los aficionados», que fue enviada a todas las publicaciones de computadoras dando a entender que los aficionados eran ladrones.
MITS anunció un nuevo ordenador basado en el microprocesador Motorola 6800 en noviembre de 1975, el Altair 680. Las máquinas estaban para el envío en enero de 1976, pero se retrasó por problemas de diseño de hardware hasta mayo. Paul Allen reescribió su simulador de 8080 para soportar el microprocesador 6800. Ric Weiland, un amigo de la secundaria de Gates y Allen, convirtió el lenguaje ensamblador de la Altair BASIC 8080 a lenguaje ensamblador 6800. Para eliminar el problema de pérdidas de canon por copia, el BASIC 6800 fue licenciado a MITS sobre una base no exclusiva por una tarifa plana de 31 200 dólares. Weiland y Marc McDonald estaban impresionados con el nuevo microprocesador MOS Technology 6502 que era un derivado del 6800. Ellos modificaron el sistema de desarrollo de 6800 para soportar el 6502 produjeron una versión de BASIC 6502. Esta versión más tarde fue vendida a Commodore y Apple.
En número de enero de 1976 del boletín de MITS,  Computer Notes, lleva un aviso de 8080 BASIC. El último párrafo dice: «Las licencias de source listing y los derechos para distribuir los binarios están disponibles para los compradores de OEM. Escribir o llamar al Sr. Paul Allen en la planta de MITS en Albuquerque para información más detallada». Microsoft encontró varios clientes corporativos para BASIC y las ganancias se dividieron a partes iguales con MITS. Pertec adquirió MITS en diciembre de 1976 y se negó a permitir más ofertas OEM, a pesar de que el acuerdo requería que MITS utilizara sus «mejores esfuerzos» para licenciar el software. El contrato requiere que MITS y Microsoft utilicen el arbitraje obligatorio para resolver las disputas. En septiembre de 1977, el árbitro falló a favor de Microsoft, podría MITS seguir utilizando BASIC en sus máquinas, pero perdió la licencia exclusiva. Microsoft podría licenciar el software cualquiera y mantener todos los derechos de autor.
Ya no había un requisito de negocio para permanecer en Albuquerque, por lo que Microsoft quería trasladarse a una ciudad más grande que sería más atractivo para los nuevos empleados. La Bahía de San Francisco fue considerada, pero Allen y Gates decidieron volver a casa en Seattle. Microsoft se trasladó a Bellevue, Washington, en enero de 1979.

## Venta a Pertec
En 1976, MITS tenía 230 empleados y unas ventas de US $6 millones de dólares. Roberts se estaba cansando de sus responsabilidades de gestión y estaba buscando un socio mayor. MITS había utilizado siempre unidades de disco Pertec y el 3 de diciembre de 1976, Pertec firmó una carta de intención para adquirir MITS por $6 millones en valores. El acuerdo fue completado en mayo de 1977, justo antes de la Conferencia Nacional de Informática en Dallas, Texas. Roberts recibió $2 millones y los otros 500 accionistas de MITS (incluyendo el codiseñador de Altair, William Yates) se dividieron el resto.
Pertec estaba dispuesto a aumentar las ventas a las pequeñas empresas a través de las 26 tiendas de ordenadores Altair en todo Estados Unidos. La comercialización hacia el usuario doméstico/hobbista se redujo. El número de noviembre de 1977 del boletín de noticias de MITS,  Computer Notes, fue el último producido por el personal de Albuquerque. Hubo un número más producido por el personal en Pertec Chatsworth, California. La contraportada de la revista principal sobre computadoras hogareñas,  Byte, siempre lleva una página completa de anuncios Altair. Esto terminó con el número de septiembre de 1977. Robert y Yates se quedaron y trabajaron en proyectos especiales.
En agosto de 1979, Pertec acordó vender una participación del 45 % a Philips por $37 millones. Antes del acuerdo, Pertec acordó ser adquirida por la alemana occidental Triumph-Adler, por US $120 millones. En 1978, Pertec tenía ventas de US$150 millones y Triumph-Adler ventas por US$466 millones.
Los productos de Altair se fusionaron en la línea de Pertec y la instalación de MITS fue usada para producir el equipo PCC-2000 de pequeñas empresas. La planta de Albuquerque fue cerrada en diciembre de 1980 y la producción se trasladó a las plantas Pertec en Irvine, California.
A finales de 1977, Roberts dejó MITS y regresó a Georgia como un agricultor. Estudió medicina en la Universidad de Mercer en Macon, Georgia y se graduó con un MD en 1986. Roberts ejerció la medicina en Cochran, con una población de 4500, hasta su muerte en 2010.

## Trabajos citados
- Ceruzzi, Paul E. (2003). A History of Modern Computing. Cambridge, MA: MIT Press. ISBN 0-262-53203-4.
- Manes, Stephen; Paul Andrews (1994). Gates. New York: Simon and Schuster. ISBN 9780671880743.
- Mims, Forrest M (1986). Siliconnections: Coming of Age in the Electronic Era. New York: McGraw-Hill. ISBN 9780070424111.
- Roberts, H. Edward; Forrest Mims (1974). Electronic Calculators. Indianapolis: Howard W Sams. ISBN 9780672210396.
- Young, Jeffrey S. (1998). Forbes Greatest Technology Stories: Inspiring Tales of the Entrepreneurs. New York: John Wiley & Sons. ISBN 0471243744.

## Otras lecturas
Artículos de revistas de la década de 1970 que muestran el el entusiasmo del público en general para la ciencia y las nuevas tecnologías.
- Leckey, Wayne C. (March 1969). «This $16 Kit Makes You a Whiz at Model Rocketry». Popular Mechanics (Hearst Magazines) 131 (3): pp. 196-198, 227.
- Berger, Ivan (May 1973). «New calculator kits: From pocket minis to versatile desk models». Popular Mechanics (Hearst Magazines) 139 (5): pp. 151-152.
- Berger, Ivan (February 1977). «Home computer kits: the hottest new angle in America's newest hobby». Popular Mechanics (Hearst Magazines) 147 (2): pp. 98-100, 163-164.
- Hawkins, William (May 1977). «What it's like to build and use your own home computer». Popular Science (Bonnier Corporation) 210 (5): pp. 102-105, 152.